# Украинская вендетта
«Украинская вендетта» — советский фильм 1990 года по одноимённой повести Анатолия Димарова.

## Сюжет
По одноимённой повести Анатолия Димарова, изданной в 1975 году.
В украинское село в отпуск приезжает писатель. Бродя на охоте по окрестностям, он примечает одиноко стоящий заброшенный могильный крест без надписи. Местные жители на расспросы говорят, что там похоронена бандитка, из-за которой была нарушена когда-то спокойная жизнь селян.
Писатель выясняет, что похороненную там Ульяну Кащук называют бандиткой те, для кого спокойная жизнь была во время фашистской оккупации, — те селяне, чьим родственникам-полицаям, желавшим угодить немецкому офицеру — привести ему на ночь девушку, — и избившим до полусмерти и бросившим под лёд её парня, сына Ульяны, эта «бандитка» страшно отомстила, наведя жути на всю округу, — она «бандитка» для родственников тогдашнего старосты, который выдал её карателям, после войны «своё отстрадал» десять лет, и теперь спокойно живёт и строит новый кирпичный дом…

## Съемки
Фильм снят в Чернобаевском районе Черкасской области — это место соответствует месту событий повести, которое в тексте указано как соседнее селу Лящовка «село из одной улицы вдоль речки Сулы, которое с трёх сторон обступила вода, так что село расположено как бы на полуострове».

## Литературная основа
Повесть «Украинская вендетта» Анатолия Димарова из цикла «Рогозовские рассказы» впервые была опубликована в 1975 году в журнале «Дніпро». В 1978 году повесть вошла в сборник писателя, но, как указывал автор, при издании сборника в Киеве он столкнулся с заменой названия на «Выстрелы Ульяны Кащук». В том же 1978 году повесть была опубликована на русском языке в общесоюзном журнале «Дружба народов» — под изначальным названием «Украинская вендетта».
Критикой отмечается, что выбранный автором тип рассказчика создал атмосферу достоверности, а постоянная связь истории с действительностью обеспечила правдивость: «произведение воспринимается как настоящая народная легенда».
Стоит отметить, что автор знаком с темой — будучи в июле 1941 года ранен на Юго-Западном фронте, он был оставлен в партизанском отряде на оккупированной территории.

## В ролях
- Елена Финогеева — Ульяна Кащук
- Николай Волошин — дед Илько
- Валерий Легин — Илько в молодости
- Александр Мовчан — писатель
- Александр Денеисенко — Гордей
- Георгий Морозюк — Корней
- Владимир Барелет — Филипп
- Леонид Яновский — Матвей
- Людмила Лобза — Одарка
- Дмитрий Лукьянов — немецкий офицер
- Алим Федоринский — переводчик
- Наталья Плахотнюк — Параска, жена Илько
- Елена Драныш — жена Матвея
- Людмила Чиншевая — жена Гордея
- Вадим Курилко — Микола
- Оксана Жура — Галя
- Ольга Яременко — Зинка
- Николай Гудзь[укр.] — Грузный
- Сергей Кучеренко — Длинный

## Музыка
В фильме звучат песни ансамбля «Квартира № 50».